# 트랜스포머 (영화 시리즈)
《트랜스포머 영화 시리즈》(영어: Transformers)는 2007년 파라마운트 픽처스와 드림웍스가 하스브로와 타카라토미 장난감인 트랜스포머로 기반으로 하여 만든 프랜차이즈이다. 영화 세계관을 의미할 때 트랜스포머 시네마틱 유니버스(영어: Transformers Cinematic Universe)라고도 한다.
TF WIKI에서는 "TYRAN"이라는 세계관이다.
그리고 2006년~
2007년 영화가 제작되고 있을때 대체현실게임 "SECTOR SEVEN" 이라고 영화 떡밥등 숨겨진 진실,음모론이 있으며,
실제로 트랜스포머가 존재하고, 2007 실사영화가 사실 극중극이라는 설정으로 나온다.
그리고 NBE들의 첫 생김새는 그림록,범블비,레이저비크,리플텍터,스타스크림등 G1 디자인을 가지고 있다.

## 내용
1번째 작품부터 5번째 작품까지 모두 마이클 베이가 감독을 맡았으며 제작은 스티븐 스필버그가 참여하였다. 또한 하스브로 CEO 브라이언 골드너도 제작에 참여하였다.
- 트랜스포머(2007) : 로튼 토마토 지지율 57%

첫번째 시즌. 기존 애니메이션의 로봇들을 컴퓨터 그래픽으로 잘 구현했다는 평가를 받았고 스토리, 그래픽, 연출 모든 면에서 대호평을 받았다. 이는 세계적으로 로봇팬을 양성하는 계기가 됐다.
- 트랜스포머: 패자의 역습(2009) : 로튼 토마토 지지율 19%

두번째 시즌. 전작과 이어지며 제작자인 스티븐 스필버그가 까메오로 나오기도 한다. 흥행에는 성공했지만 일각에서는 스토리가 전작에 비해 많이 엉성해졌다는 평가가 나오는등 호불호가 상당히 갈린다.
- 트랜스포머: 달의 어둠(2011) : 로튼 토마토 지지율 35%

세번째 시즌. 시리즈 최초로 3D로 촬영된 작품이다. 기존 여배우 메건 폭스가 하차하고 로지 헌팅턴화이틀리가 새로 캐스팅됐다.
- 트랜스포머: 사라진 시대(2014) : 로튼 토마토 지지율 18%

네번째 시즌. 전작으로부터 5년뒤를 배경으로 한 작품. 기존 배우 샤이아 러버프도 메간 폭스의 뒤를 이어 시리즈에서 하차했고 마크 월버그와 니콜라 펠츠를 새로 캐스팅한 뒤 남녀주인공을 부녀관계로 바꾸었지만 스토리가 빈약하다는 평가가 나왔다.
- 트랜스포머: 최후의 기사(2017) : 로튼 토마토 지지율 15%

다섯번째 시즌. 마크 월버그만 나오고 니콜라 펠츠는 목소리로만 출연. 또 언제나 인간편이었던 옵티머스 프라임이 쿠인테사에게 세뇌당해 동료 로봇들을 해친다는 파격적인 내용으로 개봉전부터 화제를 모았지만 게봉후 시리즈 사상 최악이라는 혹평을 받았다.

## 작품 목록
- 트랜스포머
- 트랜스포머: 패자의 역습(2009)
- 트랜스포머: 달의 어둠(2011)
- 트랜스포머: 사라진 시대(2014)
- 트랜스포머: 최후의 기사 (2017)
- 범블비 (스핀오프) (2018)
- 트랜스포머: 비스트의 서막 (2023)
- 트랜스포머 원 (2024)
- 트랜스포머 (미정)

## 기타
- 5번째 영화는 10주년 작품 이기도 하다.
- 2018년 2월 16일 하스브로는 영화 시리즈를 리부트하기로 발표[1]하였으며 2018년 5월 23일 스핀오프 영화 범블비를 시작점으로 공식적으로 리부트를 발표하였다.[2]
- 2019년 2월 16일 해즈브로에서 범블비 영화는 새로운 스토리텔링의 유니버스라고 하였다.[3]

## 같이 보기
- 트랜스포머